# دانشگاه لیسه فیلیپین
دانشگاه لیسه فیلیپین (فیلیپینی: Pamantasang Liseo ng Pilipinas) که با نام اختصاری آن LPU نیز به آن اشاره می‌شود یک مؤسسه آموزش عالی خصوصی، غیر فرقه ای و مختلط است که در شهر مانیل، فیلیپین واقع شده‌است. در سال ۱۹۵۲ توسط خوزه پی لورل، که سومین رئیس‌جمهور فیلیپین بود، تأسیس شد.
LPU دارای پردیس‌های وابسته در ماکاتی، باتانگاس، لاگونا، کاویت و داوائو است.